# Shi Yuqi
Dans ce nom chinois, le nom de famille, Shi, précède le nom personnel.
Shi Yuqi (chinois simplifié : 石宇奇, pinyin : Shí Yǔqí), né le 28 février 1996 à Nantong est un joueur de badminton chinois, spécialiste du simple.

## Palmarès

### Championnats du monde
Lors de l'édition 2018 des Championnats du monde disputée à Nankin (Chine), il remporte la médaille d'argent en simple hommes. Il est battu en finale par le Japonais Kento Momota.

### Championnats d'Asie
Lors des championnats d'Asie 2017 (en), Shi Yuqi remporte une médaille de bronze, défait en demi-finale par son compatriote Chen Long.

### Par équipes

#### Sudirman Cup
Shi Yuqi fait partie de l'équipe chinoise lors de la Sudirman Cup 2017 qui se déroule à Gold Coast en Australie. La Chine y décroche une médaille d'argent, défaite en finale par la Corée du Sud. Lors de cette compétition, il est remplaçant et ne dispute aucune rencontre.

#### Thomas Cup
En 2018, Shi Yuqi fait partie de l'équipe chinoise qui se rend en Thaïlande pour prendre part à la compétition. Les Chinois s'imposent en finale 3 à 1 face au Japon. Shi Yuqi dispute tous les simples hommes, remportant ses 6 matches.

#### Championnats d'Asie par équipes mixtes
La Chine obtient une médaille de bronze lors de cette compétition (en), dont la première édition a lieu en 2017 à Hô-Chi-Minh-Ville au Viêt Nam. Shi Yuqi y dispute 3 simple hommes.

### Parcours junior
| Année     | Compétition                    | Épreuve        | Résultat |
| --------- | ------------------------------ | -------------- | -------- |
| 2014      | Jeux olympiques de la jeunesse | Simple garçons | Or       |
| 2014 (en) | Championnats du monde junior   | Simple garçons | Argent   |
| 2014 (en) | Championnats du monde junior   | Par équipes    | Or       |
| 2014 (en) | Championnats d'Asie junior     | Simple garçons | Or       |
| 2014 (en) | Championnats d'Asie junior     | Par équipes    | Or       |
| 2013 (en) | Championnat du monde junior    | Par équipes    | Bronze   |
| 2013 (en) | Jeux d'Asie de la jeunesse     | Simple garçons | Bronze   |
| 2013 (en) | Jeux d'Asie de la jeunesse     | Double mixte   | Bronze   |
| 2013 (en) | Championnats d'Asie junior     | Par équipes    | Or       |
| 2012 (en) | Championnats d'Asie junior     | Par équipes    | Argent   |

### Tournois
| Année | Tournoi               | Catégorie                | Résultat  |
| ----- | --------------------- | ------------------------ | --------- |
| 2023  | Open d'Angleterre     | Super 1000               | Finaliste |
| 2022  | Open du Danemark      | Super 750                | Vainqueur |
| 2022  | Open d'Australie      | Super 300                | Vainqueur |
| 2019  | Open de Suisse        | Super 300                | Vainqueur |
| 2019  | Open de Macao         | Super 300                | Finaliste |
| 2018  | Open d'Inde           | Super 500                | Vainqueur |
| 2018  | Open d'Angleterre     | Super 1000               | Vainqueur |
| 2018  | Open de France        | Super 750                | Finaliste |
| 2018  | BWF World Tour Finals | BWF Finals               | Vainqueur |
| 2017  | Open d'Angleterre     | BWF Super Series Premier | Finaliste |
| 2017  | Open de Suisse        | BWF Grand Prix Gold      | Finaliste |
| 2016  | Open de France        | BWF Super Series         | Vainqueur |
| 2016  | Bitburger Open        | BWF Grand Prix Gold      | Vainqueur |
| 2016  | Masters d'Indonésie   | BWF Grand Prix Gold      | Vainqueur |